# Davide Di Veroli
Davide Di Veroli (ur. 18 sierpnia 2001 w Rzymie) – włoski szpadzista, trzykrotny medalista mistrzostw świata.
W 2017 roku zdobył brąz w indywidualnej rywalizacji kadetów na mistrzostwach świata juniorów w Płowdiwie. Na rozgrywanych rok później mistrzostwach świata juniorów w Weronie był najlepszy wśród kadetów, drugi wśród juniorów, a w zawodach drużynowych zdobył brązowy medal.
Podczas mistrzostw świata w Kairze w 2022 roku Włosi w składzie: Gabriele Cimini, Davide Di Veroli, Andrea Santarelli i Federico Vismara zdobyli srebrny medal w zawodach drużynowych. Na rozgrywanych rok później mistrzostwach świata w Mediolanie w 2023 roku Cimini, Di Veroli, Santarelli i Vismara zdobyli drużynowo złoty medal. Na tej samej imprezie wywalczył też srebro indywidualnie, przegrywając w finale z Węgrem Máté Kochem.
Na mistrzostwach Europy w Antalyi (2022) zdobył drużynowo złoty medal. Na mistrzostwach Europy w Płowdiwie (2023) zdobył złoto w turnieju indywidualnym.
Ponadto zdobył drużynowo brązowy medal na igrzyskach europejskich w Krakowie (2023).